# Marco Cestoni
Marco Cestoni (Tripoli, 23 giugno 1960) è un produttore discografico italiano.

## Biografia
Appassionato di musica e cinema da sempre, comincia ad occuparsi di giornalismo musicale nel 1977, prima collaborando con diverse emittenti private romane di quel periodo, e poi a livello nazionale con collaborazioni con la prima edizione italiana di Rolling Stone, La Repubblica, Il mucchio selvaggio, fino a Ciao 2001 e Music di cui diventa capo redattore nel 1986. Nella musica intervista tutti i più importanti personaggi nazionali ed internazionali. È autore anche di diverse monografie sui personaggi pop più popolari del momento, fra cui Prince e Madonna. Nel 1987 debutta come conduttore per il programma di culto su Radio Rai Stereonotte per due stagioni.
Dal febbraio del 1991 salta la barricata e diventa discografico: prima alla neonata MCA per cui segue le uscite di due degli album mito degli anni 90: Use Your Illusion I e Use Your Illusion II dei Guns N' Roses e Nevermind dei Nirvana. La sua personale esperienza con i Nirvana lo vede anche coinvolto a livello personale nel seguire gli ultimi tragici mesi precedenti al suicidio di Kurt Cobain. Le drammatiche immagini al Pronto Soccorso di Roma con Courtney Love e la sua battaglia con i fotografi fanno il giro delle news di tutto il mondo e ancora oggi sono reperibili in rete.
Nel 1994 passa alla Virgin Music prima come Marketing Manager e successivamente come General Manager. Qui oltre ad occuparsi del lancio di artisti italiani e stranieri, approfondisce la collaborazione con il mondo del cinema, firmando La vita è bella di Roberto Benigni (grande successo internazionale, premio Oscar anche alle musiche). Per il lancio internazionale de La vita è bella, suggerisce il coinvolgimento della cantante israeliana Noa per la canzone Beautiful That Way, diventata un classico ancora oggi. L'abbinamento canzone/film si ripete con Tiromancino/ Due destini per Le fate ignoranti di Ferzan Özpetek, brano che lancerà il gruppo definitivamente e più recentemente con altri due film di Ferzan Özpetek: La finestra di fronte (Gocce di memoria/Giorgia), e Saturno contro (Passione/Neffa come canzone originale, ma anche l'inserimento in una scena cult del fim di Remedios di Gabriella Ferri). Dal 2002 lavora in Sony BMG.